# یواس‌اس شنندوا (ای‌دی-۲۶)
یواس‌اس شنندوا (ای‌دی-۲۶) (به انگلیسی: USS Shenandoah (AD-26)) یک کشتی بود که طول آن ۴۹۲ فوت (۱۵۰ متر) بود. این کشتی در سال ۱۹۴۵ ساخته شد.